# Julius Rabe (radioman)
Johan Julius Rabe, född 13 juli 1890 i Stockholm, död 7 november 1969 i Danderyd, var en svensk musikkritiker och radiochef.

## Biografi
Rabe studerade musikvetenskap vid universiteten i Berlin och München 1912–1917 och var musikkritiker i Göteborgs Handels- och Sjöfartstidning från 1918 till 1927 och medarbetade fram till 1946 i olika Göteborgstidningar. Åren 1927–1935 var han verksam vid Radiotjänst som riksprogramchef, därefter som radioprogramchef i Göteborg. Han utnämndes till hedersdoktor vid Göteborgs universitet 1964.
Med Gunnar Jeanson utgav han Musiken genom tiderna (1927–1931), fyra upplagor till 1966.
Han var son till Pehr Rabe och Julia Jennings samt från 1915 gift med Sigrid Taube, med vilken han hade barnen Per Rabe, Kerstin Rabe och Gunilla Rabe.

## Priser och utmärkelser
- 1961 – Medaljen för tonkonstens främjande
- 1964 – Hedersdoktor vid Göteborgs universitet
- 1968 – Ledamot nr 733 av Kungliga Musikaliska Akademien